# Cryptus hissarensis
Cryptus hissarensis là một loài tò vò trong họ Ichneumonidae.